# Land (historisch)
Land ist die Bezeichnung für ein Gebiet und eine historische Form von Gemeinwesen, wie sie im Mittelalter vor allem in West- und Mitteleuropa typisch war. Seine privilegierten Bewohner (meistens der Adel) bilden eine Rechtsgemeinschaft und haben (meistens) einen Landesherren an ihrer Spitze. Für die rechtliche Zugehörigkeit zum Land war zumeist der Besitz eines im betreffenden Gebiet gelegenen Allods oder Lehenguts, zumindest aber eines Freihauses notwendig. Alle derart ausgezeichneten Landeseinwohner waren persönlich frei und nur der Jurisdiktion des Landgerichts, nicht aber irgendwelchen grundherrlichen oder städtischen Gerichtsbarkeiten unterworfen. Die freien Landsassen hatten persönlich an der Verteidigung des Landes teilzunehmen, wenn der Fürst dies von ihnen verlangte.
Nicht in erster Linie durch das Territorium, sondern durch den Verband seiner Mitglieder wird das Land konstituiert. Deshalb weisen die mittelalterlichen Länder häufig keine geschlossenen Grenzen auf, weil es autonome Inhaber von Herrschaftsrechten gab, die nicht wie ihre Nachbarn zum Land gehörten, sondern beispielsweise als Reichsritter exempt waren, also nur dem Kaiser unterstanden. Ähnliches gilt für eine Reihe von Städten. Ebenso wenig waren die unter der Grundherrschaft des Fürsten stehenden Güter im streng rechtlichen Sinn Teil des Landes. Zu unterscheiden ist zwischen den „Ländern“ bzw. Großterritorien im österreichisch-bayerischen Raum und den „Herrschaften“ im Binnenreich, welche die Größe der habsburgischen und wittelsbachischen Gebiete im Allgemeinen nicht erreichten, folglich auch nicht die Qualität eines „Landes“ hatten. Das spätmittelalterliche Land verstand sich dem Mediävisten Konstantin Langmaier zufolge im Südosten als ständisch-kommunale Zweckgemeinschaft (Landsgemeinde), als Nutz-, Ehr- und Friedensgemeinschaft, die sich auf Landschaftstagen versammelte, um öffentliche Angelegenheiten zu regeln. Zentral für das Identitätsempfinden im Land war der „gemeine Nutzen“, auf den die Teilnehmer der Landschaftsversammlungen vereidigt wurden und dem auch der Fürst verpflichtet war.